# 梯里達底一世
梯里達底一世（𐭕𐭉𐭓𐭉𐭃𐭕）是亞美尼亞國王，阿爾薩息王朝在亞美尼亞的始祖，西元62年至88年在位。

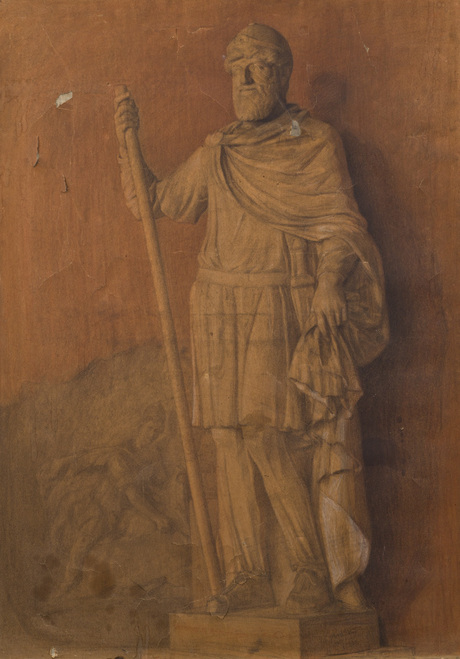
梯里達底一世

梯里達底一世是安息帝國之王沃諾奈斯二世的兒子，沃洛吉斯一世的弟弟。當亞美尼亞暴君拉達米斯都被人民推翻後，沃洛吉斯一世利用此機會將梯里達底立為亞美尼亞國王。此舉引發了58－63年羅馬－安息戰爭，羅馬皇帝尼祿命令科爾布羅出兵亞美尼亞。梯里達底一度被帶去羅馬，直到66年尼祿認可他為亞美尼亞國王。梯里達底去世後由薩納特魯克繼位。